# Колядко, Иван Николаевич
Колядко Иван Николаевич (12 января 1952 г) — преподаватель юридического факультета Белорусского государственного университета, профессор (2016). Заведующий кафедры гражданского процесса и трудового права. Один из ведущих специалистов в отрасли гражданского и хозяйственного процесса.

## Биография
Колядко Иван Николаевич родился 12 января 1952 года. В 1974 г. он окончил юридический факультет БГУ, а в 1977 г. окончил обучение в аспирантуре БГУ. С 1977 г. является преподавателем кафедры гражданского процесса и трудового права. С 1986 г. доцент, в этом же году успешно защитил в БГУ кандидатскую диссертацию на тему «Судопроизводство по жалобам на постановления по делам об административных правонарушениях» по специальности. С 1994 г. заведующий кафедрой.

## Научные интересы
Проблемы видов правосудия, видов судопроизводства в гражданском и хозяйственном процессе, судебного контроля за административными актами, исполнительного производства, форм пересмотра судебных постановлений в гражданском и хозяйственном процессе, кодификации гражданского процессуального, хозяйственного процессуального и арбитражного законодательства.

## Руководство научными исследованиями
Под его руководством подготовили и защитили кандидатские диссертаций: Тарановой Т. С. (2001 г.), Верховодко И. И. (2001 г.), Козловской Н. В.(2004 г.), Вороновичем Т. В. (2008 г.), Паращенко В. В. (2009 г.).

## Научный руководитель НИР
1. «Эффективность осуществления и защиты права как гарантия создания правового государства» ГПФИ «Правовое государство» (2001—2005 г.г.);
2. «Правовое обеспечение инновационного развития экономики Республики Беларусь» ГКПНИ «Экономика и общество»(2006—2010 г.г.);
3. Редактор (совместно с проф. Беловой Т. А. и проф. Юркевичем Н. Г.) первого (2000 и 2002 г.г.) и второго издания (2006, 2007 г.г.) учебников по гражданскому процессу, практикума по гражданскому процессу (2000 г.).

## Награды
1. Ученое звание доцент присвоено ВАК СССР 04.11.1989 г;
2. Почетная грамота БГУ (2005);
3. Почетный работник хозяйственного суда (2005);
4. Почетный работник юстиции Беларуси (2005);
5. Благодарность ректора БГУ (2006);
6. Нагрудный знак Министерства образования «Отличник образования» (2007);
7. Нагрудный знак Министерства юстиции «За отличие» II степени (2009);
8. Благодарность Министерства юстиции Беларуси (2010, 2011);
9. Диплом конкурса на приз им. В. Д. Спасовича, выдан Министерством юстиции Республики Беларусь (2011);
10. Почетная грамота профсоюзной организации сотрудников БГУ, (2010)
11. Почетная грамота ОО «Белорусского республиканского Союза юристов», (2011);
12. Почетное звание «Заслуженный работник БГУ» (2014);
13. Почетная грамота и нагрудный знак Верховного Суда Республики Беларусь (2015);
14. Благодарность Генеральной прокуратуры Республики Беларусь (2015);
15. Нагрудный знак «За отличие» I ступени Министерства юстиции Республики Беларусь (2015);
16. Памятный знак Союза юристов «EX LEGE» (2016).

## Повышение квалификации, курсы, стажировки
1. 1996 г. — стажировка в Центральном европейском университете (г. Будапешт, Венгрия);
2. 1997 г. — стажировка в университете Эрланген-Нюрнберг (Германия);
3. 1997—2001 г.г. участие в качестве координатора от юридического факультета БГУ в Темпус-проекте Совместный Европейский Темпус-проект GEP-10341-97 «Введение нового учебного процесса „Экономическое право“ на юридическом факультете Белгосуниверситета»;
4. 2004 г. — стажировка с целью изучения судебной системы Чехии (Прага, Брно);
5. 2009 г. — стажировка с целью изучения судебной системы и организации исполнения судебных решений в Латвии (г. Рига);
6. 2009 г. — стажировка с целью изучения судебной системы и организации исполнения судебных решений в Казахстане (г. Астана);
7. 2009 г. — стажировка в рамках Темпус-проекта CD_JEP-27071-2006 «Разработка нового учебного плана в области европейского экономического права» в Германии (г. Нюрнберг);
8. 2010 г. — стажировка с целью изучения системы непрерывного образования в Словацкой Республике (г. Братислава);
9. 2015 г. — стажировка в ИППК судей, работников прокуратуры, судов и учреждений юстиции БГУ.

## Членство
1. Являлся членом авторского коллектива и парламентской комиссии по разработке проекта ГПК Республики Беларусь (1992-1993 г.г.);
2. Pабочей комиссии по подготовке проекта ГПК Республики Беларусь (1997-1998 г.г.);
3. Pабочей комиссии по подготовке новой редакции ХПК Республики Беларусь.
4. Член комиссии по лицензированию услуг юристов;
5. Арбитр Международного арбитражного суда при БелТПП;
6. Член редколлегий журналов «Юстыція Беларусі», «Промышленно-торговое право»;
7. Член Научно-консультативного совета:

- при Верховном Суде Республики Беларусь;
- при Высшем Хозяйственном Суде Республики Беларусь;
- при Конституционном Суде Республики Беларусь;
- при Генеральной Прокуратуре Республики Беларусь.

## Научные интересы
Проблемы видов правосудия, видов судопроизводства в гражданском и хозяйственном процессе, судебного контроля за административными актами, исполнительного производства, форм пересмотра судебных постановлений в гражданском и хозяйственном процессе, кодификации гражданского процессуального, хозяйственного процессуального и арбитражного (третейского) законодательства.

## Руководство научными исследованиями
Под руководством подготовлено и защищено 8 кандидатских диссертаций: Тарановой Т. С. (2001 г.), Верховодко И. И. (2001 г.), Козловской Н. В.(2004 г.), Вороновичем Т. В. (2008 г.), Паращенко В. В. (2009 г.), Хотько Е. П. (2012), Кочурко Ю. В. (2012), Михасёвой Е. А. (2015 г.)
За участие в разработке "Комплексной целевой программы «Развитие университетского образования в 2001-2007 г.г.», а также образовательных стандартов и учебных планов по специальностям «Правоведение», «Экономическое право» назначалась распоряжением Президента Республики Беларусь от 16 июня 2005 г. № 169-РП персональная надбавка.